# قرمزی چشم (عکاسی)

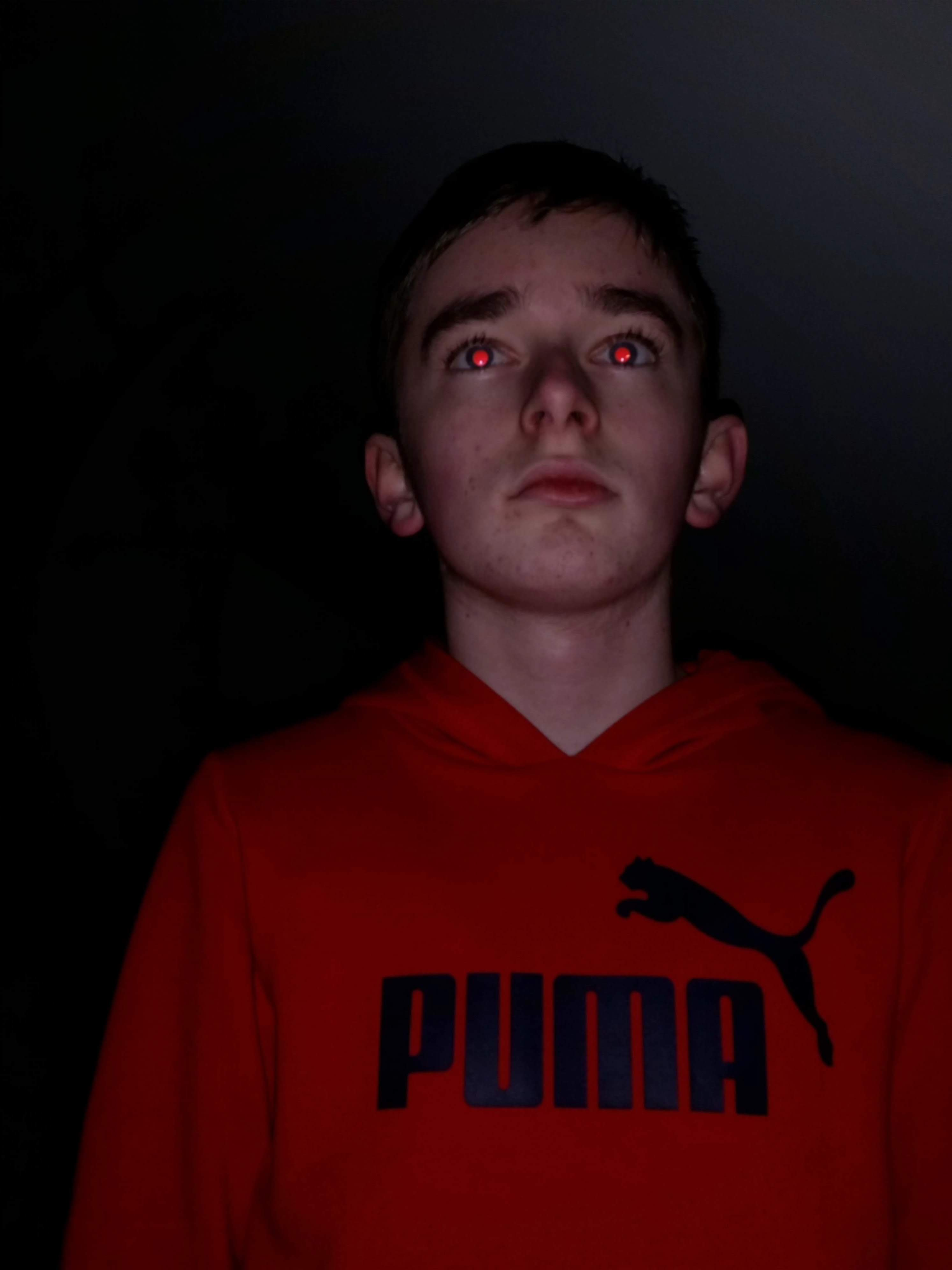
قرمزی چشم

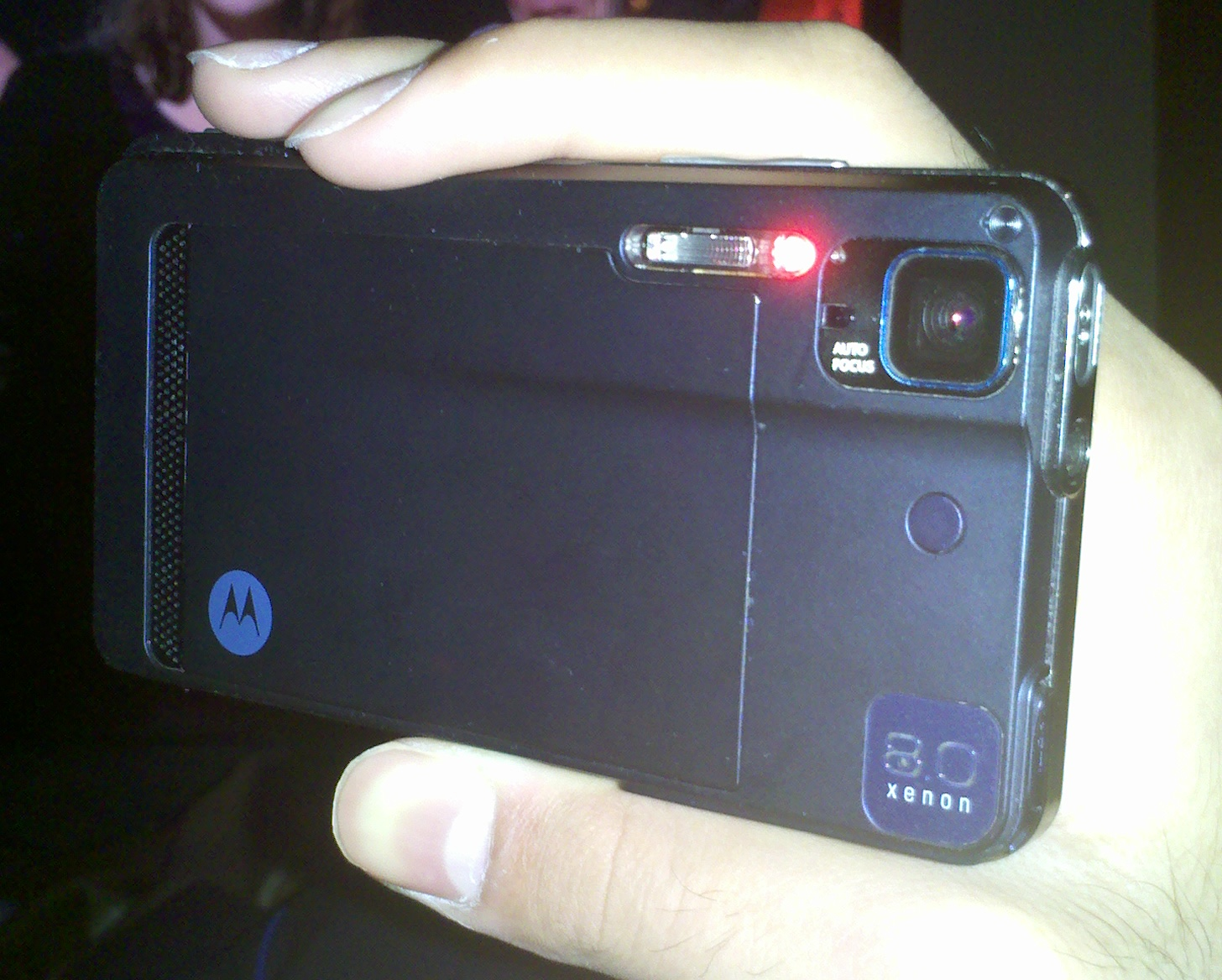
فلاشر قرمزی چشم به کار برده شده در هنگام عکاسی در یک دوربین موبایل

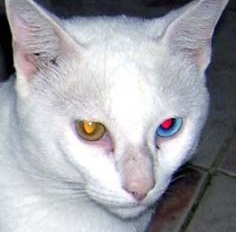

به طور عمده، قرمزی چشم‌ها در تصاویری که در شب یا محیط تاریک، توسط فلاش دوربین گرفته می‌شود اتفاق می‌اُفتد. در نور بسیار کم، مردمک چشم به صورت غیر ارادی بزرگ می‌شود و به همین دلیل نور فلاش دوربین به صورت مستقیم به مردمک چشم‌ها برخورد می‌کند و همین برخورد بازتابی مستقیم از جانب چشم به سمت لنز دوربین می‌شود که باعث پدید آمدن قرمزی چشم در تصاویر گرفته شده در شب می‌شود.
قرار گرفتن فلاش دوربین در مجاورت لنز دوربین، دلیل به وجود آمدن چشمان قرمز است.
برای رفع این مشکل از پیش فلاش استفاده می‌شود، به این ترتیب که قبل از عکسبرداری و فلاش زدن، چند پیش فلاش با شدت کم زده می‌شود تا مردمک چشم‌ها تنگ‌ شود، پس از آن فلاش اصلی می‌تابد و عکس ثبت می‌شود.